# 福永裕基
福永 裕基（ふくなが ひろき、1996年9月16日 - ）は、滋賀県八日市市（現：東近江市）出身のプロ野球選手（内野手、外野手）。右投右打。中日ドラゴンズ所属。

## 経歴

### プロ入り前
八日市市立布引小学校（現：東近江市立）2年時に野球を始め、布引ハンターズでプレー。近江兄弟社中学校在学時は竜王ジャガーズの7期生としてプレーした。
天理高等学校では、1年時秋よりベンチ入りするも、2年時夏は奈良県大会3回戦で敗退し、3年時夏には決勝戦で岡本和真擁する智辯学園高等学校に敗れたため、甲子園出場経験はない。1学年下に姫野優也、2学年下に森浦大輔がいた。
専修大学ではレギュラーとして活躍し、1部・2部通算で打率.288を記録したほか、主将も務めた。2学年上に森山恵佑と平間凜太郎、1学年上に高橋礼、同学年に工藤祐二朗、2学年下に佐藤奨真、3学年下に園部佳太がいた。
日本新薬入社後は、打撃では全国大会で通算3割を超える打率を記録し、守備では臨時コーチである宮本慎也の指導を受けた。
2022年のプロ野球ドラフト会議では、入社4年目にして中日ドラゴンズから7位指名を受け、11月13日に契約金3000万円、年俸720万円で仮契約を結んだ。背番号は68。

### 中日時代
2023年の春季キャンプは一軍スタートとなった。ドラフト同期で同じ内野手の村松開人と田中幹也の離脱もあり、3月31日の読売ジャイアンツ戦（東京ドーム）との開幕戦に「7番・二塁手」として公式戦初出場・初先発出場。同試合の3打席目となる6回表でタイラー・ビーディから三塁線上へ転がる打球を打ち、これを巨人の内野陣はファウルになると見送ったが三塁線の上で打球が止まり、幸運な形でのプロ初安打を記録した。その後もレギュラーに定着していたが、4月26日の対広島東洋カープ戦（MAZDA Zoom-Zoom スタジアム広島）の5回の守りで二塁後方の飛球を追いかけた際に、右翼手の岡林勇希と交錯。左太腿付近に打撲を負い、翌27日は試合前の練習に参加しなかった。しかし、登録抹消はされず、5月5日の対読売ジャイアンツ戦（バンテリンドーム ナゴヤ）でプロ入り初本塁打を放った。7月以降は打撃不振に陥り、8月14日に初めて登録を抹消された。二軍での再調整を経て、9月6日に一軍に復帰した。最終的に97試合に出場し、打率.241、2本塁打、15打点を記録。11月8日、720万円増となる推定年俸1440万円で契約を更改した。
2024年は開幕こそ二軍で迎えるも、4月下旬の一軍昇格後にはスタメンに定着。7月6日の対広島東洋カープ戦では1点リードで迎えた9回にライデル・マルティネスが一死二・三塁のピンチを招くと、打者松山竜平の三塁ファウルフライを追い掛けて、本塁に背中をスライディングキャッチ。起き上がると同時に、タッチアップした三走の羽月隆太郎への対応で本塁へワンバウンド送球。これが併殺となり劇的な勝利に貢献した。7月12日対阪神タイガース戦（バンテリンドーム ナゴヤ）ではプロ初となる4番打者を務めた。9月22日の対広島東洋カープ戦（バンテリンドーム ナゴヤ）では自身初の100安打を記録。7番、9番を除く7つの打順で起用されるなど、幅広く役割をこなした。最終的には111試合に出場して、規定打席にこそ届かなかったが、打率.306、6本塁打、32打点を記録した。オフには2060万増の推定年俸3500万円で契約を更改した。12月16日には背番号が7に変更されることが発表された。
2025年は井上一樹新監督からは「3番・二塁手」として構想されていたが、3月18日のソフトバンクとのオープン戦で二塁守備時に右脚を負傷し、翌19日に右膝内側側副靭帯損傷と診断された。5月18日の二軍戦で実戦復帰し、5月24日に出場登録された。5月25日の阪神戦で代打として同年初出場を果たすと、二塁打を記録した。5月27日のヤクルト戦で「4番・三塁手」として同年初先発出場したが、8回に本塁にヘッドスライディングした際に左手を負傷し、翌28日に左手関節骨折と診断され、出場登録を抹消された。

## 選手としての特徴
広角に打てる技術と長打力、50m走6.1秒の俊足と遠投110mの強肩、メインポジションである二塁手のほか一塁手・三塁手・遊撃手をこなし、外野手にも挑戦するなどユーティリティー性も兼ね備える走攻守三拍子揃った選手。目標とする選手に、高校の先輩である中村奨吾を挙げている。

## 人物
愛称は「福ちゃん」、「福さん」、「ふっくん」（中日OBの川上憲伸が命名）。
社会人で2度の指名漏れを経験し、26歳という年齢もありラストチャンスと臨んだ2022年プロ野球ドラフト会議では他球団が選択終了をする中、支配下では全体で最後となる69番目に指名され、福永自身も「正直、終わったのかなと思っていた。最後の最後の指名で震えた」と語っている。
日本新薬ではプロテイン事業部に所属していたため、入寮時にはホエイプロテインを持参した。お気に入りはストロベリー味。

## 詳細情報

### 年度別打撃成績
| 年 度     | 球 団     | 試 合 | 打 席 | 打 数 | 得 点 | 安 打 | 二 塁 打 | 三 塁 打 | 本 塁 打 | 塁 打 | 打 点 | 盗 塁 | 盗 塁 死 | 犠 打 | 犠 飛 | 四 球 | 敬 遠 | 死 球 | 三 振 | 併 殺 打 | 打 率 | 出 塁 率 | 長 打 率 | O P S |
| --------- | --------- | ----- | ----- | ----- | ----- | ----- | -------- | -------- | -------- | ----- | ----- | ----- | -------- | ----- | ----- | ----- | ----- | ----- | ----- | -------- | ----- | -------- | -------- | ----- |
| 2023      | 中日      | 97    | 325   | 291   | 30    | 70    | 16       | 1        | 2        | 94    | 15    | 2     | 2        | 7     | 5     | 20    | 2     | 2     | 30    | 9        | .241  | .289     | .323     | .612  |
| 2024      | 中日      | 111   | 402   | 363   | 40    | 111   | 22       | 2        | 6        | 155   | 32    | 9     | 3        | 4     | 2     | 27    | 1     | 6     | 82    | 4        | .306  | .362     | .427     | .789  |
| 通算：2年 | 通算：2年 | 208   | 727   | 654   | 70    | 181   | 38       | 3        | 8        | 249   | 47    | 11    | 5        | 11    | 7     | 47    | 3     | 8     | 112   | 13       | .277  | .330     | .381     | .710  |

- 2024年度シーズン終了時

### 年度別守備成績
内野守備
| 年 度 | 球 団 | 一塁  | 一塁  | 一塁  | 一塁  | 一塁  | 一塁     | 二塁  | 二塁  | 二塁  | 二塁  | 二塁  | 二塁     | 三塁  | 三塁  | 三塁  | 三塁  | 三塁  | 三塁     | 遊撃  | 遊撃  | 遊撃  | 遊撃  | 遊撃  | 遊撃     |
| 年 度 | 球 団 | 試 合 | 刺 殺 | 補 殺 | 失 策 | 併 殺 | 守 備 率 | 試 合 | 刺 殺 | 補 殺 | 失 策 | 併 殺 | 守 備 率 | 試 合 | 刺 殺 | 補 殺 | 失 策 | 併 殺 | 守 備 率 | 試 合 | 刺 殺 | 補 殺 | 失 策 | 併 殺 | 守 備 率 |
| ----- | ----- | ----- | ----- | ----- | ----- | ----- | -------- | ----- | ----- | ----- | ----- | ----- | -------- | ----- | ----- | ----- | ----- | ----- | -------- | ----- | ----- | ----- | ----- | ----- | -------- |
| 2023  | 中日  | -     | -     | -     | -     | -     | -        | 68    | 133   | 196   | 3     | 45    | .991     | 25    | 7     | 26    | 1     | 3     | .971     | 6     | 4     | 10    | 0     | 1     | 1.000    |
| 2024  | 中日  | 17    | 106   | 9     | 0     | 13    | 1.000    | -     | -     | -     | -     | -     | -        | 78    | 52    | 132   | 6     | 10    | .968     | -     | -     | -     | -     | -     | -        |
| 通算  | 通算  | 17    | 106   | 9     | 0     | 13    | 1.000    | 68    | 133   | 196   | 3     | 45    | .991     | 101   | 57    | 156   | 7     | 13    | .968     | 6     | 4     | 10    | 0     | 1     | 1.000    |

外野守備
| 年 度 | 球 団 | 外野  | 外野  | 外野  | 外野  | 外野  | 外野     |
| 年 度 | 球 団 | 試 合 | 刺 殺 | 補 殺 | 失 策 | 併 殺 | 守 備 率 |
| ----- | ----- | ----- | ----- | ----- | ----- | ----- | -------- |
| 2024  | 中日  | 5     | 4     | 0     | 0     | 0     | 1.000    |
| 通算  | 通算  | 5     | 4     | 0     | 0     | 0     | 1.000    |

- 2024年度シーズン終了時

### 記録
初記録
- 初出場・初先発出場：2023年3月31日、対読売ジャイアンツ1回戦（東京ドーム）、「7番・二塁手」で先発出場[15]
- 初打席：同上、2回表にタイラー・ビーディから空振り三振[33]
- 初安打：同上、6回表にタイラー・ビーディから投前内野安打[15]
- 初打点：2023年4月6日、対東京ヤクルトスワローズ3回戦（バンテリンドーム ナゴヤ）、3回裏に石川雅規から左犠飛[34]
- 初本塁打：2023年5月5日、対読売ジャイアンツ7回戦（バンテリンドーム ナゴヤ）、8回裏に代木大和から左越2ラン[17]
- 初盗塁：2023年6月2日、対オリックス・バファローズ1回戦（バンテリンドーム ナゴヤ）、11回裏に二盗（投手：ジェイコブ・ワゲスパック、捕手：森友哉）[35]

### 背番号
- 68（2023年[11] - 2024年）
- 7（2025年[23] - ）